# Eastbourne Borough Football Club
El Eastbourne Borough Football Club es un equipo de fútbol inglés que actualmente juega en la National League South y que fue fundado en 1964 bajo el nombre de Langney Sports. Está establecido en la ciudad de Langney y juega sus partidos de casa en el Priory Lane.

## Entrenadores
- Peter Cherry (1983-1997)
- Steve Richardson (1997-1999)
- Nick Greenwood (1999)
- Garry Wilson (1999-2012)
- Ben Austin (2012)
- Tommy Widdrington (2012-2017)
- Hugo Langton (2017)
- Jamie Howell (2017-2019)
- Mark McGhee (2019)
- Lee Bradbury (2019)
- Sergio Torres (2019)
- Danny Bloor (2019-2023)
- Mark Beard (2023-)